# Vama Buzăului
Vama Buzăului (deutsch Bosauer Zollamt, ungarisch Bodzaváma) ist eine Gemeinde im Kreis Brașov in der Region Siebenbürgen in Rumänien.

## Geographische Lage

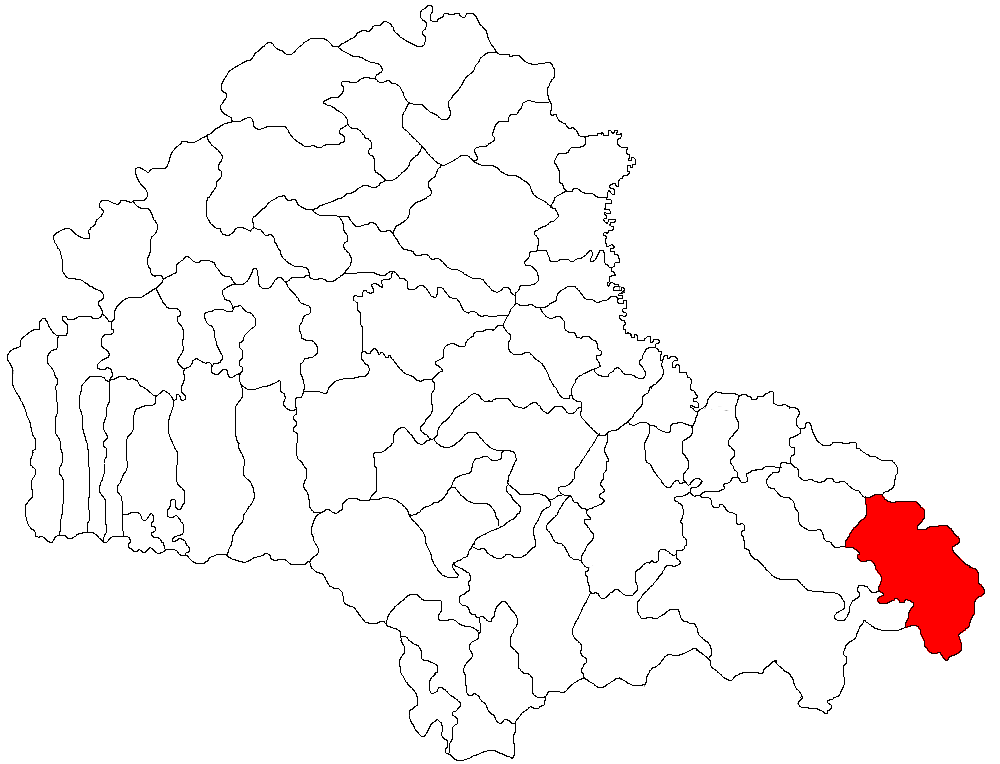
Lage der Gemeinde Vama Buzăului im Kreis Brașov

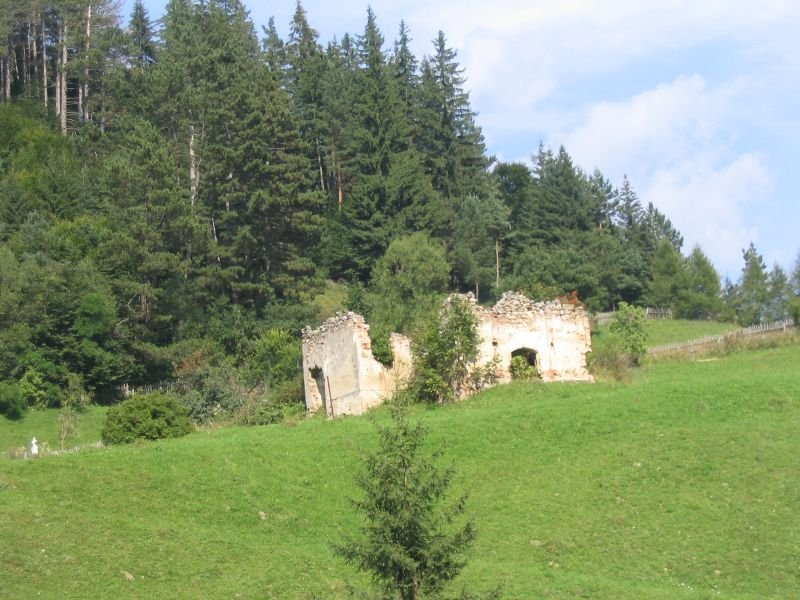
Ruinen einer katholischen Kapelle

Die Gemeinde Vama Buzăului liegt im Süden der Ostkarpaten, zwischen den Teilgebirgen Ciucaș und Siriu der Munții Buzăului (Bosauer Gebirge). Am Oberlauf des Buzău und an der Dorfstraße (drum comunal) DC 49A liegt das Straßendorf Vama Buzăului im Südosten des Kreises Brașov 45 Kilometer östlich von der Kreishauptstadt Brașov (Kronstadt) entfernt.
Etwa zehn Kilometer nördlich vom Gemeindezentrum entfernt liegt die Kleinstadt Întorsura Buzăului (Bodsau) im Kreis Covasna.

## Geschichte
Der Ort Vama Buzăului wurde erstmals um 1700 urkundlich erwähnt. Zur Zeit der Habsburgermonarchie war bei Vama Buzăului ein Grenzübergang zwischen den historischen Regionen Siebenbürgen und der Walachei.
Im Königreich Ungarn lag die heutige Gemeinde im Stuhlbezirk Sepsi (heute Sfântu Gheorghe) im historischen Komitat Háromszék, anschließend in der nachfolgenden historischen Verwaltungseinheit Kreis Brașov und ab 1950 dem heutigen Kreis Brașov an.
Auf dem Areal des Ortes Vama Buzăului, bei von den Einheimischen Marele Tătar und Strâmba de Sus genannt, befinden sich noch archäologisch nicht erkundete Gräben und Erdanhäufungen.

## Bevölkerung
Bei der Volkszählung 1850 wurden auf dem Areal der heutigen Gemeinde 685 Menschen gezählt. In der von überwiegend rumänischer Bevölkerung lebenden Gemeinde wurde die höchste Einwohnerzahl (3486) 2021; die der Rumänen (3337) 2002 registriert. Die der Roma (370) wurde 2021, der Magyaren (55) 1850 und die der Rumäniendeutsche (23) wurde 1941 ermittelt.
2011 lebten in der Gemeinde 3220 Menschen. 3051 waren Rumänen, 107 Roma und restliche machten keine Angaben zu ihrer Ethnie.
Die Hauptbeschäftigung der Bevölkerung ist die Forstwirtschaft und Viehzucht.

## Sehenswürdigkeiten
- Die Ruinen einer katholischen Kapelle.
- Die rumänisch-orthodoxe Kirche Înalțarea Domnului, Mitte/Ende des 19. Jahrhunderts errichtet, wurde 1958 erneuert.[8]
- Auf dem Areal des eingemeindeten Dorfes Acriș (ungarisch Egrestö) das Wisent-Reservat Rezervația Naturală „Valea Zimbrilor“ etwa 92 Hektar groß.[9]